# Makha Bucha

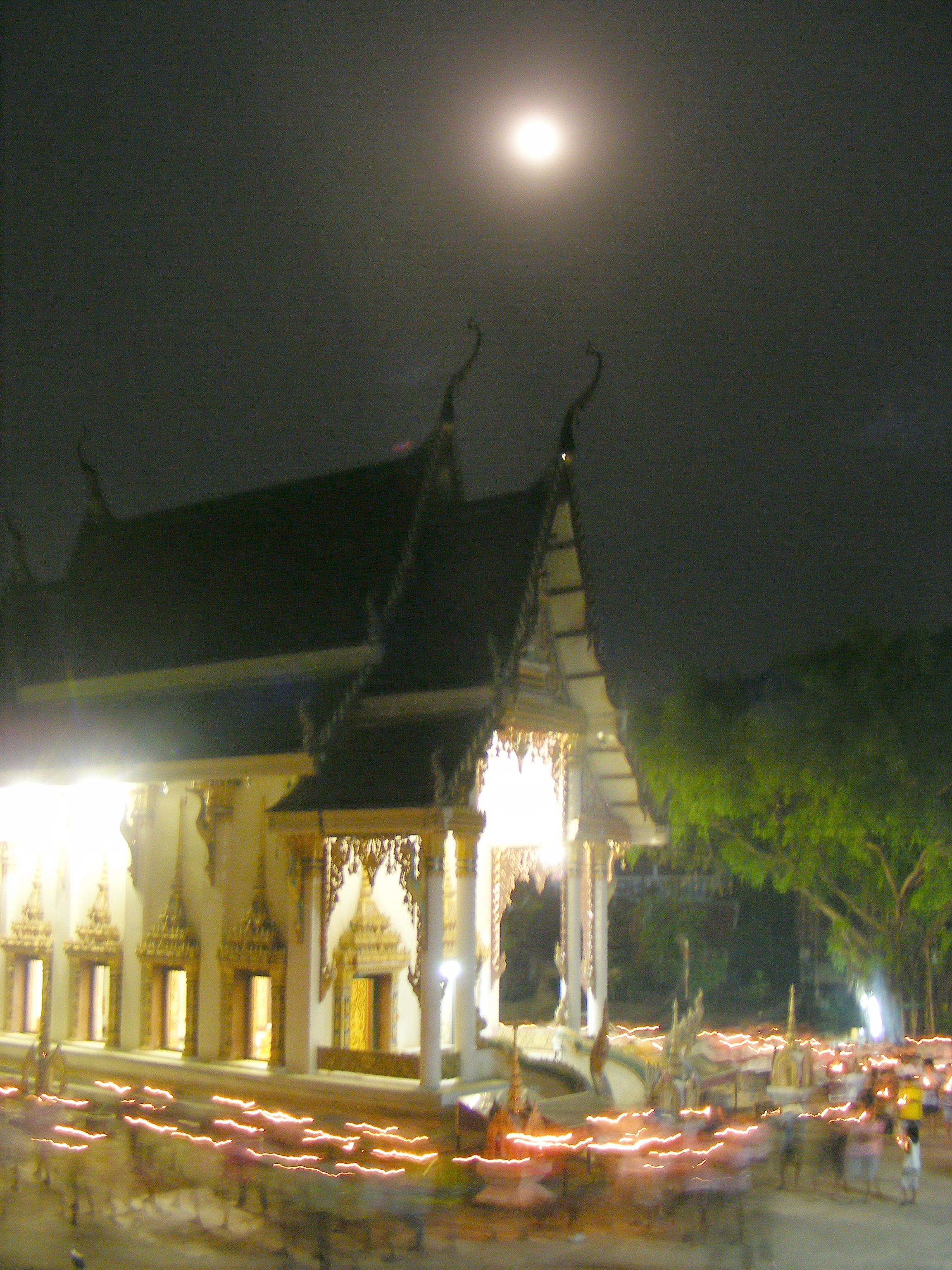
Wian Tian - průvod se svíčkami okolo buddhistického chrámu.

Makha Bucha nebo Mágha Púdžá (thajsky: วันมาฆบูชา) je thajský buddhistický a státní svátek. Připadá na den úplňku třetího lunárního měsíce. Každý rok se tedy slaví v jiný den obvykle během února, např. v roce 2008 připadl tento den na 21. února. V jazyce páli je Makha nebo Mágha název třetího lunárního měsíce a Bucha nebo Púdžá znamená „uctívat“.
Thajští buddhisté se v tento den při rozbřesku shromažďují v místních klášterech, aby tu vykonali záslužné činy, poslechli se duchovní rozpravy a hlavně se účastnily průvodu se zapálenými svíčkami v thajštině nazývaném Wian Tian. Oslavy vyjadřují vděčnost vůči mnišskému řádu a Třem klenotům, jimiž jsou Buddha, Dhamma a Sangha.
Tento svátek připomíná významnou událost, k níž došlo devátého měsíce po Buddhově probuzení. Tehdy se podle théravádové tradice mělo před Buddhou spontánně shromáždit 1250 mnichů pocházejících z různých částí indického subkontinentu. Proto je také tento svátek někdy nazýván jako Den Sanghy. Zvláštní na této události bylo to, že všichni přišli z vlastní iniciativy bez předchozí domluvy s Buddhou a mezi sebou navzájem, všichni byli plně probuzení - tedy arahaté a všechny do mnišského stavu osobně ordinoval samotný Buddha. Jestliže k těmto třem zvláštnostem připočteme fakt, že se vše odehrálo za úplňku, dostane čtyři výjimečné skutečnosti, z toho důvodu je toto shromáždění někdy nazýváno jako „čtyřnásobné“.
Buddha při této příležitosti přednesl přítomným arahatům proslov nazývaný Óváda-pátimokkha gáthá. V němž zdůraznil základní principy buddhismu, jež jsou:
- Vyvaruj se zlého.
- Konej dobré.
- Očisti svou mysl.

Také jim doporučil, aby byli dobrými učiteli laickým buddhistů na základě těchto pravidel:
1. Měli by být trpěliví.
2. Měli by učit laiky klidu.
3. Měli by být příjemní a neobtěžovat ostatní.
4. Měli by dosahovat dobrého správnými metodami.
5. Měli by být ukáznění.
6. Měli by být pokorní.
7. Měli by se soustředit na konání užitečných věcí.

Svátek též připomíná druhou významnou událost, která se odehrála o 45 let později a to opět během úplňku třetího lunárního měsíce. Buddha tehdy předpověděl, že vzhledem k jeho zdravotnímu stavu za tři měsíce vstoupí do parinibbány. Při této příležitosti přednesl rozpravu o dhammě, v níž hovořil o odpovědnosti jedince.